# The Singles Collection, Volume 1
The Singles Collection, Volume 1 —  сборник синглов (американская версия) Dropkick Murphys, вышедший в 2000 году. Другая версия The Early Years вскоре была выпущена в Европе с некоторыми изменениями. Диск содержит песни, которые группа записала до их первого альбома Do or Die за исключением мини-альбома Boys on the Docks и треков компиляции с «I’ve Got My Friends» и «Runt of the Litter Volume 2», а также эксклюзивные концертные треки.
Сборник содержит шесть каверов: три на песни «Career Opportunities», «Guns of Brixton» и «White Riot» панк-группы The Clash, «Billy Bones» фолк-панков The Pogues, «I’ve Had Enough» группы Slapshot и хит «T.N.T.» хард-рокеров AC/DC совместно с песней «Skinhead on the MBTA (Live)».

## Список композиций
Все песни написаны Dropkick Murphys, кроме отмеченных.
1. «Barroom Hero» — 3:09
2. «Fightstarter Karaoke» — 2:33
3. «John Law» — 2:15
4. «Regular Guy» — 1:53
5. «3rd Man In» — 2:19
6. «Career Opportunities (Live)» (Joe Strummer, Mick Jones) — 1:53
7. «Never Alone» — 3:18
8. «Take It or Leave It» — 2:02
9. «Eurotrash» — 1:36
10. «Front Seat» — 2:33
11. «Denial» — 2:24
12. «Billy’s Bones» (Shane MacGowan) — 2:03
13. «Road of the Righteous» — 2:50
14. «Guns of Brixton» (Paul Simonon) — 2:47 (studio, erroneously credit as being live on the CD)
15. «Cadence to Arms (Live)» (Traditional, Dropkick Murphys) — 2:26
16. «Do or Die (Live)» — 1:48
17. «In the Streets of Boston (Live)» — 1:14
18. «Never Alone (Live)» — 2:40
19. «Get Up (Live)» — 2:05
20. «Far Away Coast (Live)» — 2:46
21. «Boys on the Docks (Live)» — 2:53
22. «Skinhead on the MBTA (Live)» (contains cover of «T.N.T.» by AC/DC) (Traditional, Dropkick Murphys, Angus Young, Malcolm Young, Bon Scott) — 4:45
23. «I’ve Had Enough (Live)» (Jack Kelly, Slapshot) — 1:42
24. «White Riot (Live)» (Joe Strummer, Mick Jones) — 1:48